# Quintanilla del Coco
Quintanilla del Coco ist ein Ort und eine Gemeinde (municipio) mit 50 Einwohnern (Stand: 2024) im Zentrum der Provinz Burgos in der Autonomen Gemeinschaft Kastilien und León. Quintanilla del Coco liegt in der Comarca Arlanza. Das hiesige Weinbaugebiet ist ebenfalls der Denomination Arlanza zugeordnet. Zur Gemeinde gehört die Ortschaft Castroceniza.

## Lage und Klima
Die Gemeinde Quintanilla del Coco liegt etwa 50 Kilometer südlich der Provinzhauptstadt Burgos in einer Höhe von ca. 945 m im Parque Natural Sabinares de Arlanza La Yanca. Das Klima ist gemäßigt bis warm; Regen (ca. 714 mm/Jahr) fällt übers Jahr verteilt.
| Jahr      | 1970 | 1981 | 1991 | 2001 | 2011 | 2021 |
| Einwohner | 180  | 142  | 128  | 117  | 77   | 50   |

## Sehenswürdigkeiten
- Michaeliskirche (Iglesia de San Miguel Arcángel)
- Einsiedelei Las Naves (Ermita de las Naves)

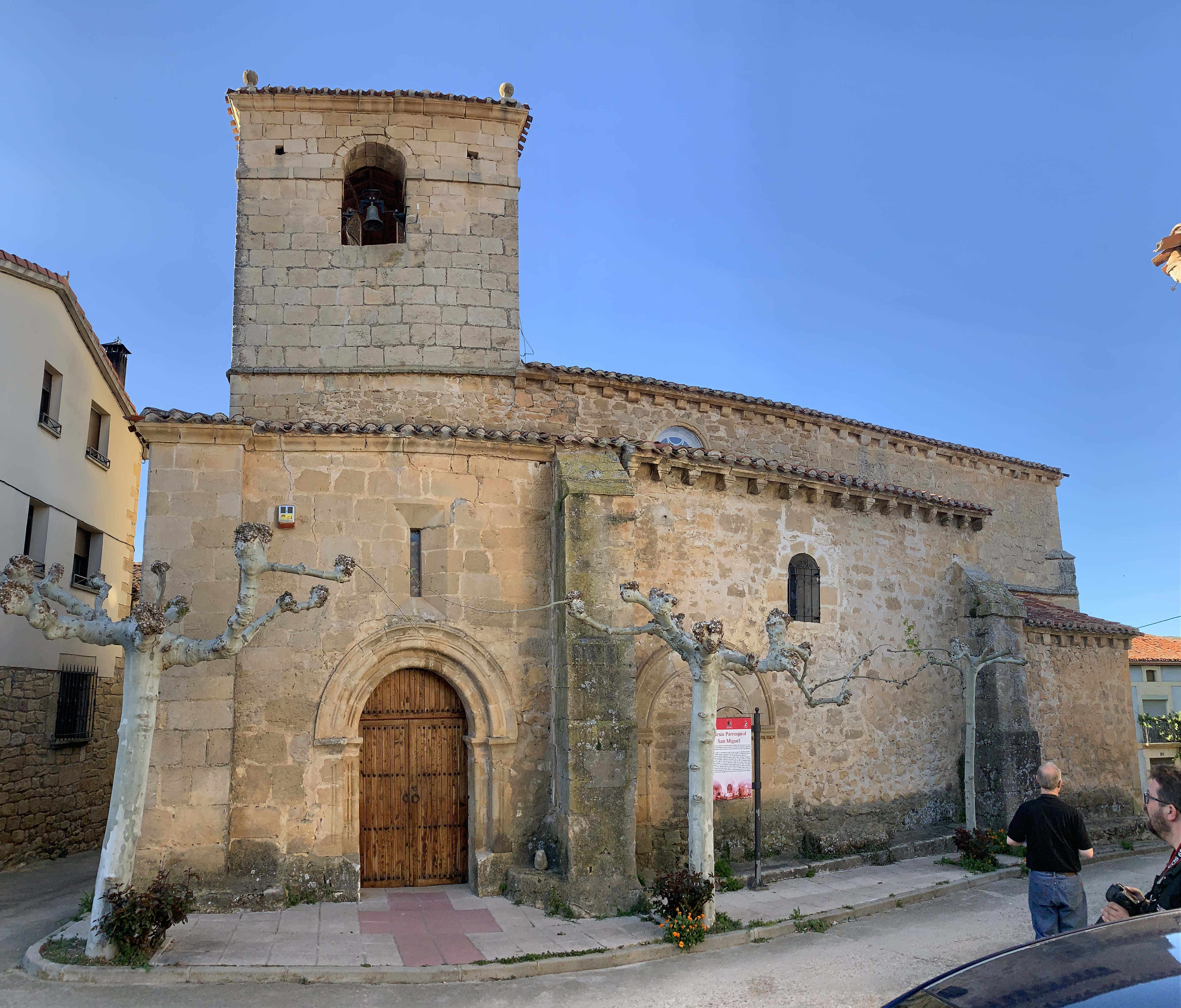
Michaeliskirche
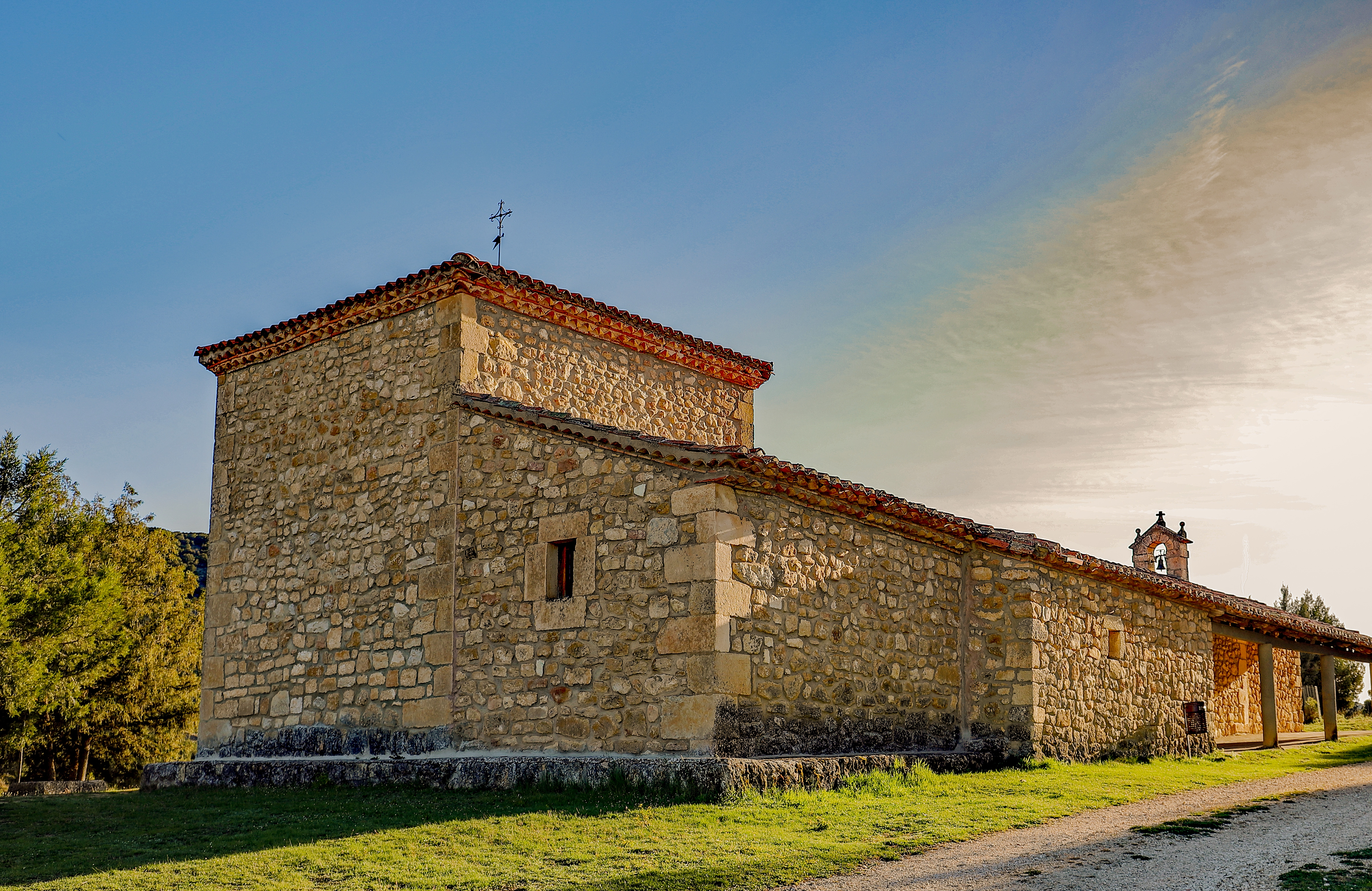
Einsiedelei Las Naves